# Greg Docherty
 (janvier 2018).
Si vous disposez d'ouvrages ou d'articles de référence ou si vous connaissez des sites web de qualité traitant du thème abordé ici, merci de compléter l'article en donnant les références utiles à sa vérifiabilité et en les liant à la section « Notes et références ».
Greg Docherty (né le 10 septembre 1996 en Écosse) est un footballeur écossais. Il évolue au poste de milieu de terrain au Charlton Athletic.

## Biographie
Il dispute avec le club d'Hamilton Academical 91 matchs en première division, inscrivant six buts.
Le 25 janvier 2018, il rejoint le club des Rangers FC.
Le 8 août 2018 il est prêté au Shrewsbury Town.
Le 31 janvier 2020, il est prêté à Hibernian.
Le 20 août 2020, il rejoint Hull City.
Le 5 juillet 2024, il rejoint Charlton Athletic.

## Carrière en Club

### Hamilton Academical
Docherty rejoint Hamilton Academical à 9 ans et gravit tous les échelons de l'académie, des U10 à l'équipe première, avant de signer son premier contrat professionnel en octobre 2012. Il fait ses débuts professionnels le 7 décembre 2013. En avril 2015, il prolonge son contrat jusqu'à l'été 2017. Il marque son premier but en professionnel le 9 mai 2015, égalisant à la 85e minute contre Partick Thistle (1–1),.
Le 28 mai 2017, il inscrit l'unique but des barrages de maintien en Premiership écossaise face à Dundee United, assurant la permanence d'Hamilton en première division. Il prolonge jusqu'en 2020 en août 2017.

### Rangers
Le 25 janvier 2018, Docherty signe un contrat de quatre ans et demi avec Rangers, le club de son enfance. Le 8 août 2018, il est prêté pour une saison à Shrewsbury Town (League One),. Il est élu Joueur de l'Année du club à l'issue de la saison 2018-2019.
De retour aux Rangers en 2019-2020, il ne dispute que 5 matchs (aucun après août). En décembre 2019, un départ est évoqué lors du mercato hivernal. Le 31 janvier 2020, il est prêté à Hibernian dans un échange avec Florian Kamberi. Docherty marque dès son 2e match, le 16 février, lors d'une victoire 2–1 à Kilmarnock. Il retourne aux Rangers en mai 2020 après l'arrêt prématuré de la saison.

### Hull City
Le 20 août 2020, Docherty signe un contrat de trois ans avec Hull City pour un montant non divulgué,. Il fait ses débuts sous le maillot des Tigres le 5 septembre 2020 en Coupe de la Ligue anglaise contre Sunderland (0–0, victoire aux tirs au but). Sa première apparition en championnat a lieu une semaine plus tard lors d'une victoire 2–0 à l'extérieur contre Gillingham, pour la première journée de la saison 2020-2021. Docherty marque son premier but pour Hull le 5 décembre 2020 lors d'un nul 1–1 à l'extérieur contre Oxford United. Le 2 mai 2023, son but inscrit contre Blackpool (victoire 3–1) est élu But de la Saison 2022-2023 par le club.
Libéré par Hull à l'issue de la saison 2023-2024 après 142 apparitions toutes compétitions confondues, son dernier match sous les couleurs des Tigres a lieu le 13 avril 2024 lors d'une victoire 3–0 contre QPR, où il entre en jeu à cinq minutes de la fin en remplaçant Jean Michaël Seri.

### Charlton Athletic
Le 5 juillet 2024, Docherty rejoint Charlton Athletic avec un contrat de trois ans (plus une année en option),. Nommé capitaine officiel le 1er août 2024 après avoir assumé ce rôle en pré-saison, il dispute son premier match officiel le 10 août lors d'une victoire 1–0 à l'extérieur contre Wigan Athletic pour le compte de la première journée de la saison 2024-2025. Il inscrit son premier but sous ses nouvelles couleurs le 24 août 2024 en ouvrant le score lors d'une victoire 2–0 contre Bolton Wanderers à The Valley.

## Carrière internationale
Docherty a représenté l'Écosse au niveau des sélections de jeunes, notamment avec les moins de 17 ans et les espoirs (moins de 21 ans). Après avoir été écarté de l'équipe espoirs en septembre 2017, des médias ont évoqué la possibilité qu'il opte pour la République d'Irlande.

## Palmarès

### En club
- Hull City
  - Champion d'Angleterre de D3 en 2021.